# James Geikie
James Murdoch Geikie, född 23 augusti 1839 i Edinburgh, död där 1 mars 1915, var en skotsk geolog. Han var bror till Archibald Geikie.
Geikie var specialist i glacialgeologi och under många år geolog vid Skottlands geologiska undersökning. Han utnämndes 1882 till professor i geologi och mineralogi vid universitetet i Edinburgh.  Han uppställde för England och Skottland en indelning av glacialperioden med nedisningen avbruten av ett flertal mildare interglacialepoker. Geikie invaldes som Fellow of the Royal Society of Edinburgh 1871 (han var sällskapet president 1913–1915) och som Fellow of the Royal Society 1874. Han blev korresponderande ledamot av Geologiska Föreningen i Stockholm 1889 och tilldelades Murchisonmedaljen samma år.